# مارسیا کراس
مارسیا کراس (انگلیسی: Marcia Cross؛ زاده ۲۵ مارس ۱۹۶۲) یک هنرپیشه اهل ایالات متحده آمریکا است. وی از سال ۱۹۸۴ میلادی تاکنون مشغول فعالیت بوده‌است.
از فیلم‌ها یا برنامه‌های تلویزیونی که وی در آن نقش داشته است می‌توان به کدبانوهای وامانده، نفوذ بد و کوانتیکو اشاره کرد.